# Холлингсворт, Кванитра
Кванитра Холлингсворт (англ. Quanitra Hollingsworth; род. 15 ноября 1988 года в Чесапике, штат Виргиния, США) — американская профессиональная баскетболистка, натурализованная Турцией, выступает за турецкий клуб «Чукурова Мерсин». Играет на позиции центровой. 6 июня 2009 года стала самой молодой американкой, выступавшей в ВНБА, в возрасте 20 лет и 203 дней.

## Биография

### Ранняя жизнь
Холлингсворт окончила школу в 15 лет. В университете она получила диплом по информатике. В сезоне 2005—2006, она выступала за команду VCU и набирала в среднем 14,7 очков за матч с 51,5 %, 11,1 подбор за игру и 2,3 блок-шота за игру. Холлингсворт стала первым игроком VCU, получившим приз новичку года CAA, также она попала в защитную команду CAA. В следующем году, она была приглашена в сборную США до 19 лет.
В NCAA, она набрала 11 дабл-даблов и завершила сезон второй по подборам (9,4) и проценту забитых мячей с игры (53,2 %). В следующем сезоне она сделала 12 дабл-даблов, несмотря на травмы по ходу сезона. А в третьем сезоне, она набирала 14,2 очка за игру и 9,7 подборов. По итогам сезона, Холлингсворт была выбрана лучшим защитником года.

### Профессиональная карьера
Кванитра Холлингсворт была выбрана под общим девятым номером на драфте ЖНБА 2009 года, командой «Миннесота Линкс». В межсезонье ЖНБА, она играла за «ТЕО» из Вильнюса. Она победила в чемпионате Литвы со статистикой 15,3 очка за матч (62,6 % попаданий с игры) и 8 подборов за матч. В Евролиге, она набирала 10,8 очков за игру (51,8 %) и 7,3 подбора. В следующем году, она выступала за «ТТТ» из Риги.
27 мая 2011 года, Холлингсворт обменяли в «Нью-Йорк Либерти», на право выбора в третьем раунде драфта ЖНБА 2012 года. В сезоне 2012, не играла в ЖНБА, а выступала за венгерский Дьёр. Перед сезоном 2012/2013, она подписала контракт с российским «УГМК» из Екатеринбурга.
В 2012 году, она была натурализована Турцией и приняла имя тур. Kuanitra Hollinghworth, чтобы играть за сборную Турции. Она принимала участие в олимпийских играх 2012 года в Лондоне, где сборная Турции была остановлена сборной России в четвертьфинале.

## Достижения
- Победитель Евролиги: 2013
- Серебряный призёр Евролиги: 2014
- Чемпион Венгрии: 2012
- Чемпион России: 2013
- Обладатель Кубка России: 2013